# 李義弘
李義弘（1941年—2023年11月13日），字在川，為臺灣現代水墨藝術家的代表人物之一。作品主要以自然風景與人文為創作題材，特別是臺灣奇特地形，喜好攝影常以捕捉實景為輔，發展出具個人風格的現代水墨繪畫。

## 生平
- 曾任教於基隆市立大德國民中學（今基隆市立中山高級中學國中部大德分校）。1969年師事時任臺北故宮博物院書畫處研究員書畫藝術家江兆申門下研究水墨。1974年以「研墨室」為齋名成立畫室。2022年於臺北市立美術館展出「李義弘：回顧展」，為55年藝術生涯以來最大個展。

## 出版
1985年《自然與畫意》雄獅圖書出版 ISBN 9789579420495
1. ↑  . 非池中藝術網.   [2025-04-12]. （原始内容存档于2025-04-13）.